# Hammer horror (Kate Bush)
Hammer horror is een single van de singer-songwriter Kate Bush. Het nummer was de eerste single van het album Lionheart uit 1978. Het nummer had als B-kant Coffee homeground.

## Achtergrond
Het nummer betreft een acteur dewelke de hoofdrol aanneemt in een theaterproductie van De klokkenluider van de Notre Dame na de dood van de originele hoofdrolspeler. De acteur wordt echter achtervolgd door de geest van de overledene. De titel ontleende Bush aan de Britse horrorfilmstudio Hammer Horror.
Het nummer bereikte de top 40 van het Verenigd Koninkrijk niet. Het behaalde slechts de 44ste positie in de UK singles chart. In andere Europese landen verkocht de single echter beter. In Nederland bereikte het nummer zowel als in de top 40 als in de single top 100 de 25ste positie. In Ierland bereikte het zelfs de top 10.